# Volo TAESA 725
Il volo TAESA 725 era un volo di linea con partenza dall'aeroporto Internazionale di Tijuana e arrivo all'aeroporto Internazionale di Città del Messico con scali intermedi negli aeroporti di Guadalajara e Uruapan, che si schiantò poco dopo la partenza da quest'ultimo scalo il 9 novembre 1999 uccidendo tutti i 13 passeggeri e i 5 componenti dell'equipaggio. L'incidente portò la compagnia aerea TAESA a fermare l'intera flotta e a sospendere le attività un anno dopo.

## L'aereo
L'aereo che operava il volo era un DC-9-31 (numero di registrazione XA-TKN), prodotto dalla McDonnell-Douglas, ed entrò in servizio per la prima volta con la Trans Australia Airlines nel febbraio 1970. Al momento dell'incidente aveva 29 anni, con più di 59.000 cicli di decollo/atterraggio e 58.000 ore di volo. Prima di essere consegnato a TAESA Lineas Aéreas, ha operato per Australian Airlines, Sunworld International Airlines, Midway Airlines, NASA e Aeroméxico..
Il capitano era Jesús José Graciá di 36 anni che al momento dell'incidente aveva 5.368 ore di volo mentre il primo ufficiale era Héctor Valdez, 22 anni e 250 ore di volo.

## L'incidente
L'aereo partì da Uruapan per Città del Messico alle 18:59 ora locale. Dopo la rotazione, l'aereo si inclinò in modo anomalo, entrò in stallo, inclinò il muso e si è schiantato contro un campo di avocado 5,3 chilometri a sud della pista con una rotta di 110 gradi. Tutte le 18 persone a bordo morirono.
Gli investigatori stabilirono che i piloti non utilizzarono appropriatamente le liste di controllo prima della partenza e durante la salita i piloti erano confusi su quale direzione seguire. Si ipotizza che anche il disorientamento spaziale fosse un fattore che portò all'incidente.